# Nonano-1,4-lacton
Nonano-1,4-lacton (auch Nonan-1,4-olid oder γ-Nonanolacton) ist eine organische Verbindung aus der Gruppe der Lactone.

## Vorkommen

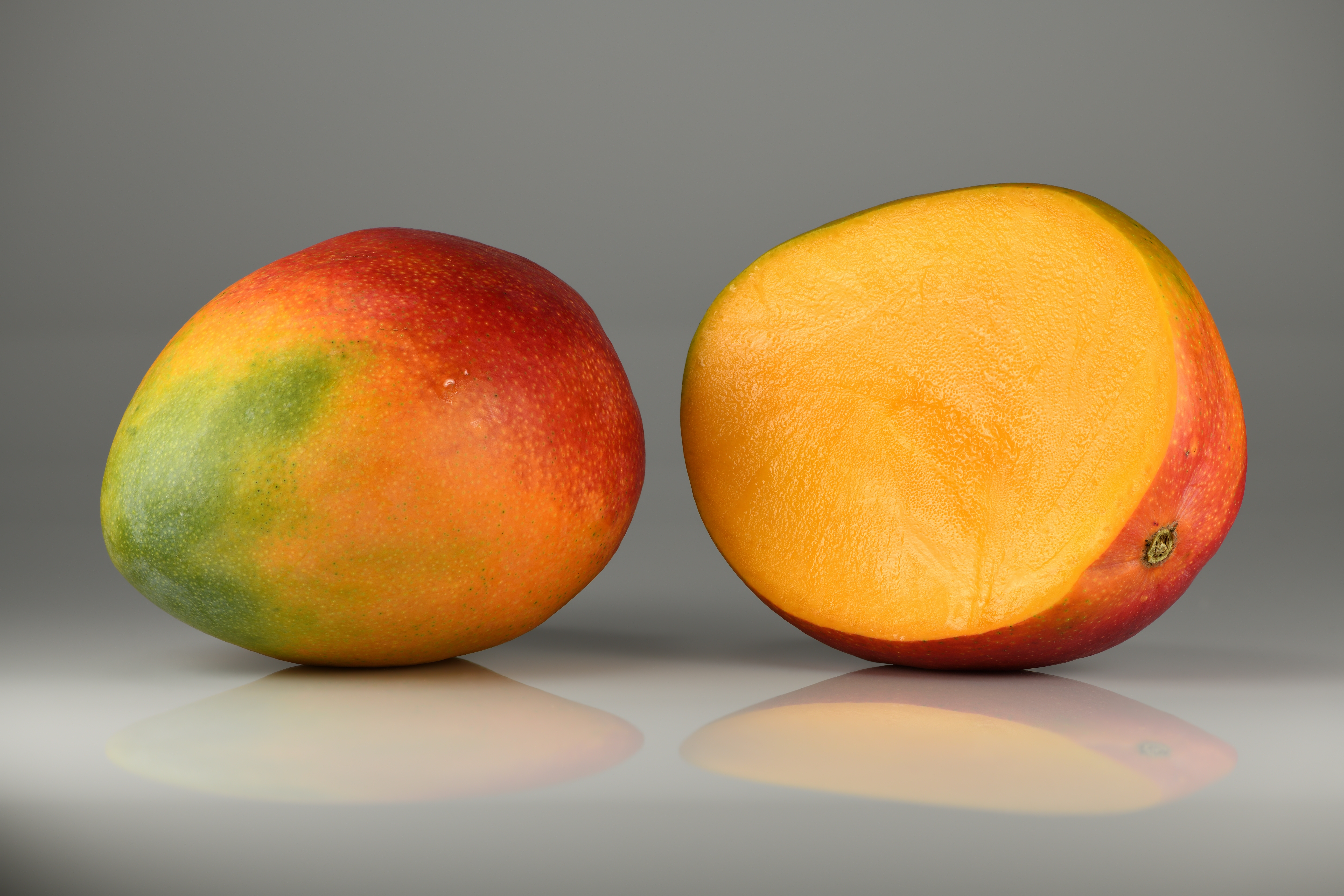
Mango

Nonano-1,4-lacton kommt in Mangos vor. Auch in Aprikosen ist es enthalten, wobei dort Lactone mit gerader Anzahl an Kohlenstoffatomen überwiegen. In einer Studie mit mehreren Aprikosensorten betrug der Anteil an den Lactonen immer unter 2 %, wobei mit 64–91 % jeweils überwiegend das (R)-Isomer auftrat. Es kommt in Wein vor, wobei der Gehalt in Weißwein tendenziell geringer als in Rotwein ist und der Gehalt in hochwertigeren Weinen geringer als in weniger hochwertigen ist. Nonano-1,4-lacton kommt auch in Whisky vor, spielt gegenüber Decano-1,4-lacton und Dodecano-1,4-lacton jedoch eine untergeordnete Roll für den Geschmack.

## Herstellung
Durch Reaktion von Heptanal mit Malonsäure in Xylol mit einer katalytischen Menge Piperidiniumacetat kann 3-Nonensäure hergestellt werden. Diese kann durch para-Toluolsulfonsäure zu Nonano-1,4-lacton cyclisiert werden. Ein alternativer Katalysator für die Cyclisierung ist Phosphorsäure mit einer geringen Menge Perchlorsäure. Eine Alternative Synthese ist die Addition von 1-Hexanol an Acrylsäure, die über eine radikalische Reaktion mit Di-tert-butylperoxid verläuft und zunächst 3-Hydroxynonansäure ergibt. Deren Cyclisierung zu Nonano-1,4-lacton wird durch wasserfreies Zinkbromid katalysiert.

## Verwendung
Nonano-1,4-lacton wird weltweit in der Größenordnung von 100 bis 1000 Tonnen pro Jahr als Duftstoff verwendet. Es ist in der EU unter der FL-Nummer 10.001 als Aromastoff für Lebensmittel zugelassen.